# Narigón del siglo
Narigón del siglo, titulado originalmente Narigón del siglo, yo te dejo perfumado en la esquina para siempre, es el sexto álbum de estudio editado por la banda de rock argentina Divididos, lanzado el 15 de marzo de 2000 por la discográfica BMG. El mismo fue grabado en los estudios Abbey Road y marcaría una etapa de maduración para la banda, además de ser uno de sus discos más populares y aclamados tanto por los fanes de la banda como los críticos. 
Los dibujos de la portada fueron hechos por el bajista Diego Arnedo y el arte estuvo a cargo del diseñador Alejandro Ros. En cuanto al nombre del trabajo, Ricardo Mollo dijo lo siguiente: “Le pusimos Narigón del siglo porque los que marcaron los 80 y los 90 fueron los narigones, o sea, los mentirosos y los que toman cocaína. Lo de narigón es nuestro símbolo para hablar del vicio y la hipocresía de estos últimos años.”

## Grabación
Uno de los discos de Divididos con mayor repercusión y mejor logrado fue su sexta placa, Narigón del siglo. Grabado en los míticos estudios Abbey Road este álbum marcaría una etapa de maduración para la banda con varios de sus temas que se convertirían en himnos para el grupo. Durante su estadía en Londres los Divididos se alojaron en las instalaciones de Abbey Road, en el edificio anexo integrado al complejo de estudios.  “Casi estatua” con una introducción hindú y una potencia demoledora abre el disco con mucha energía. Le sigue la acústica “Par mil”, uno de los cortes de difusión que más sonó en las radios en ese entonces. A continuación “Tanto anteojo”, dirigido, según Mollo, a “los tipos que hacen alarde de un conocimiento que debería ser tu patrimonio para ser mejor en la vida; para mí el conocimiento tiene que ver con ser más humilde, no con alardear” y “¿Qué pasa conmigo?” que se destaca más que nada por su solo hendrixiano.
Hasta aquí el disco prometía pero lo mejor empezaría ahora con “Spaghetti del rock”, una canción de amor dedicada a su ex Érica García y un verdadero clásico de Divididos y hasta del rock nacional. Algunos creen que está dedicada a Érica. Otros piensan que esta canción hace referencia a los medios de comunicación y a como estos interactúan con el mundo de la música; es decir, cómo los medios ven el beneficio propio a través de los artistas.[cita requerida] Una tercera interpretación es que la canción hace referencia a ambos temas, y en especial a un documental sobre la vida de Luca Prodan que la banda no apoyó.
“Elefantes en Europa” es un contraste necesario con la balada anterior, un tema potente donde esa parece ser la metáfora elegida para sacarse a sí mismos una instantánea londinense. Luego sigue “Vida de topo”, que según Mollo “habla de ese universo que uno tiene dentro suyo. El interior es una línea de subte que te puede llevar desde el Paraíso hasta la estación Catedral. Salís a la calle y sos un anónimo más que anda por ahí con su mundo interior. Si cada ser humano se detuviera a mirar al otro y reconociera que dentro de ese otro hay un mundo igual al suyo, cambiarían algunas cosas”. Pasada esta canción aparece “La ñapi de mamá”, que continúa con un rock monolítico más un agregado de violines que encaja justo, seguida por otro buen momento: “Como un cuento” es un medio reggae, con contrabajo con la recordada frase: “un chalchalero no es un rolling stone”. Entre los temas restantes nos encontramos con el funk en “Sopa de tortuga”, otro rock fuerte como “Pasiones zurdas derechas” y para cerrar  “La gente se divierte” y “La firma del Opa”, a puro rasguido de charango.

## Recepción
Narigón del siglo recibió buenas críticas en su totalidad y paso a convertirse en uno de los mejores discos de la carrera de “La aplanadora del rock” y de todo el rock nacional de la década pasada. En el año 2007, la revista Rolling Stone de Argentina lo ubicó en el puesto 70.º de su lista de «Los 100 mejores álbumes del rock argentino», aunque ascendió al puesto 69.º en la versión actualizada de la lista en 2013.

## Listado de canciones
Todas las letras escritas por Ricardo Mollo y Diego Arnedo.
| N.º   | Título                     | Música                  | Duración |  |
| 1.    | «Casi estatua»             | Mollo · Arnedo · Araujo | 3:42     |  |
| 2.    | «Par mil»                  | Mollo · Arnedo          | 3:17     |  |
| 3.    | «Tanto anteojo»            | Mollo · Arnedo          | 3:04     |  |
| 4.    | «Qué pasa conmigo»         | Mollo · Arnedo          | 4:02     |  |
| 5.    | «Spaghetti del rock»       | Mollo · Arnedo          | 3:32     |  |
| 6.    | «Elefantes en Europa»      | Mollo · Arnedo          | 3:25     |  |
| 7.    | «Vida de topos»            | Mollo · Arnedo · Araujo | 5:03     |  |
| 8.    | «La ñapi de mamá»          | Mollo · Arnedo · Araujo | 5:21     |  |
| 9.    | «Como un cuento»           | Mollo · Arnedo · Araujo | 4:46     |  |
| 10.   | «Sopa de tortuga»          | Mollo · Arnedo          | 3:35     |  |
| 11.   | «Pasiones zurdas derechas» | Mollo · Arnedo · Araujo | 3:46     |  |
| 12.   | «La gente se divierte»     | Mollo · Arnedo          | 4:43     |  |
| 13.   | «La firma del opa»         | Mollo · Arnedo          | 1:56     |  |
| 50:22 |                            |                         |          |  |

## Presentación
Comenzó el 28 de abril de 2000 y terminó el 28 de junio de 2002. El 16 de septiembre de 2000, como parte de esa gira, se realizó una presentación en tierras colombianas en el marco del festival Rock al Parque. Cabe destacar que el 22 de diciembre de 2000 se realizó una presentación en el estadio Obras que no formó parte de la gira, sino que fue un show temático con temas de 40 dibujos ahí en el piso, La era de la boludez y Gol de mujer. En cambio, el segundo show en Obras formó parte de la gira, ya que tocaron los temas del disco que estaban presentando (Narigón del siglo), Acariciando lo áspero y Otro le Travaladna. Se realizaron 53 conciertos en 8 etapas.

## Créditos
Divididos
- Ricardo Mollo: Guitarra y voz
- Diego Arnedo: Bajo, contrabajo, balalaica y charango
- Jorge Araujo: Batería y steel drum

Invitados
- Pendit Dinesh: Tabla en "Casi Estatua"
- El Tucumano: Tamboura y sitar en "Casi Estatua"
- Frank Ricotti: Timpanis en "Vida De Topo"
- Nick Igman: Arreglo de cuerdas en "Spaghetti Del Rock" y "La Ñapi De Mamá"
- Tito Fargo: Voces en "La Firma Del Opa"
- Afo Verde: O passaro en "La Firma Del Opa"
- Gavin Wright: Concert master
- The London Session Orchestra: Cuerdas

## Ficha técnica
- Grabado en: Abbey Road Studios (Londres)
- Mezclado en: The Town House Studios (Londres)
- Canciones 2 y 9 mezcladas en: Abbey Road Studios (Londres)
- Ingeniero de grabación y mezcla: Chris Brown
- Asistente: Alex Scannell
- Masterizado en: Abbey Road Studios
- Ingeniero de mastering: Chris Ludwinsky
- Dirección de A&R: Afo Verde
- Dibujos: Diego Arnedo
- Arte de tapa y contratapa: Alejandro Ros
- Producido por: Divididos y Afo Verde

## Sencillos de difusión
- «Casi estatua» (2000)
- «Par mil» (2000)
- «Spaghetti del rock» (2000)
- «Elefantes en Europa» (2001)
- «La gente se divierte» (sencillo para radio) (2001)